# Festival Internacional de Cine de Berlín 1956
La 6ª edición del Festival de Cine de Berlín se llevó a cabo desde el 22 de junio al 3 de julio de 1956. La FIAPF le confirió al festival estatus A ese año, que previamente se le había adjudicado a Cannes y Venecia. Por primera vez, los premios fueron dados por un jurado internacional.
El Oso de Oro fue otorgado a Invitación a la danza dirigida por Gene Kelly.  De todas maneras, esta decisión del jurado fue ampliamente criticada ya que el film fue considerado "demasiado superficial" para un Oso de Oro. La favorita entre muchos críticos era la propuesta finlandesa Tuntematon sotilas de Edvin Laine, un grito antibélico basado en la novela de Väinö Linna.

## Jurado
Las siguientes personas fueron escogidas para el jurado de esta edición:
Jurado oficial
- Marcel Carné, director - Presidente
- Bill Luckwell, productor
- Giuseppe Vittorio Sampieri, director y productor
- Kashiko Kawakita, director de efectos especiales
- Leo J. Horster, emprendedor
- Ilse Urbach, autora
- Ludwig Berger, director y guionista

Jurado de cortometrajes y documentales
- Otto Sonnenfeld, productor - Presidente
- D. Gualberto Fernández
- Sarukkai Gopalan
- Jan Hulsker, historiador de arte
- Fritz Kempe, fotógrafo

## Películas en competición
La siguiente lista presenta las películas que compitieron por el Oso de Oro:
| Título en español      | Título original         | Director(es)         | País         |
| ---------------------- | ----------------------- | -------------------- | ------------ |
| Hojas de otoño         | Autumn Leaves           | Robert Aldrich       | EE.UU.       |
| Byaku fujin no yoren   | Byaku fujin no yoren    | Shirō Toyoda         | Japón        |
| Donatella              | Donatella               | Mario Monicelli      | Italia       |
| El camino de la vida   | El camino de la vida    | Alfonso Corona Blake | México       |
| Kispus                 | Kispus                  | Erik Balling         | Dinamarca    |
| Invitación a la danza  | Invitation to the Dance | Gene Kelly           | EE.UU.       |
| La bruja               | La Sorcière             | André Michel         | Francia      |
| Mi tío Jacinto         | Mi tío Jacinto          | Ladislao Vajda       | España       |
| Pan, amor y...         | Pane, amore e...        | Dino Risi            | Italia       |
| Ricardo III            | Richard III             | Laurence Olivier     | Gran Bretaña |
| El soldado desconocido | Tuntematon sotilas      | Edvin Laine          | Finlandia    |
| The Long Arm           | The Long Arm            | Charles Frend        | Gran Bretaña |
| Trapecio               | Trapeze                 | Carol Reed           | EE.UU.       |
| Vor Sonnenuntergang    | Vor Sonnenuntergang     | Gottfried Reinhardt  | RFA          |

| Documental y cortometraje                   |                                    |         |
| Título original                             | Director(s)                        | Country |
| ...erwachsen sein dagegen sehr              | Wolf Hart                          | RFA     |
| Ernst Reuter                                | Wolfgang Kiepenheuer               | RFA     |
| Hitit güneşi                                | Sabahattin Eyüboğlu                | Turquía |
| The Long Journey                            | Geoffrey Collings                  | EE.UU.  |
| Kein Platz für wilde Tiere                  | Bernhard Grzimek y Michael Grzimek | RFA     |
| The African Lion                            | James Algar                        | EE.UU.  |
| Paris la nuit                               | Jacques Baratier y Jean Valère     | Francia |
| Rythmetic                                   | Norman McLaren y Evelyn Lambart    | Canadá  |
| Le Sabotier du Val de Loire                 | Jacques Demy                       | Francia |
| Spring Comes to Kashmir                     | Ravi Prakash                       | India   |
| Les Très riches heures de l'Afrique romaine | Jean Lehérissey                    | Francia |
| Men Against the Arctic                      | Winston Hibler                     | EE.UU.  |
| Zauber der Natur                            | Richard Mostler                    | RFA     |

## Palmarés
Los siguientes premios fueron entregados por el jurado popular:
- Oso de Oroː Invitación a la danza de Gene Kelly
- Oso de Plataː Robert Aldrich por Hojas de otoño
- Oso de Plata a la mejor interpretación femenina: Elsa Martinelli por Donatella
- Oso de Plata a la mejor interpretación masculina: Burt Lancaster por Trapecio
- Oso de Plata por una contribución artística sobresaliente: André Michel por La bruja
- Oso de Plata por un logro único sobresaliente: Charles Frend por The Long Arm
- Oso de Plata: Ricardo III de Laurence Olivier
- Mención honorable (Director): El camino de la vida de Alfonso Corona Blake
- Mención honorable (Color): Byaku fujin no yoren de Shirō Toyoda
- Mención honorable (Mejor film humorístico): Pan, amor y... de Dino Risi

Premios de Cortometrajes y documentales
- Oso de Oro (Documental): Bambuti de Bernhard Grzimek y Michael Grzimek
- Oso de Plata (Documental): The African Lion de James Algar
- Oso de Oro al mejor documental: Paris la nuit de Jacques Baratier and Jean Valère
- Oso de Plata al mejor cortometraje: ex aequo
Hitit güneşi der Sabahattin Eyüboğlu
Spring Comes to Kashmir de Ravi Prakash
Rythmetic de Norman McLaren y Evelyn Lambart
- Mención honorable (Corto documental o film cultural):
...erwachsen sein dagegen sehr by Wolf Hart
Le Sabotier du Val de Loire by Jacques Demy
The Long Journey de Geoffrey Collings

Premios de jurado independientes
- Premio OCIC: El soldado desconocido de Edvin Laine
- Premio OCIC, mención especial: El camino de la vida de Alfonso Corona Blake

Premio de la audiencia
- Oso de Oro: Vor Sonnenuntergang de Gottfried Reinhardt
- Oso de Plata: Mi tío Jacinto de Ladislao Vajda
- Oso de bronze: Trapecio de Carol Reed